# Gayéri
Gayéri é uma cidade burquinense, capital da província de Komondjari. Em 2012, sua população era estimada em 10 959 habitantes.